# Parapericonia angusii
Parapericonia angusii är en svampart som beskrevs av M.B. Ellis 1976. Parapericonia angusii ingår i släktet Parapericonia, divisionen sporsäcksvampar och riket svampar.   Inga underarter finns listade i Catalogue of Life.